# 奥尔茨维尔
奥尔茨维尔（法語：Holtzwihr，法語發音：[ɔltsviʁ]）是法国上莱茵省的一个旧市镇，属于科尔马-里博维莱区。

## 地理
奥尔茨维尔（48°6'45"N, 7°25'14"E）面积6.45 平方千米，位于法国大東部大區上莱茵省，该省份为法国东部内陆省份，是阿尔萨斯的一部分，今与下莱茵省组成了阿尔萨斯欧洲集体，其北临下莱茵省，西接孚日省，西南接贝尔福地区省，东侧沿莱茵河与德国相望，南与瑞士接壤。
与奥尔茨维尔接壤的市镇（或旧市镇、城区）包括：科尔马、里德维尔、比什维尔、奥尔堡-维尔。
奥尔茨维尔的时区为UTC+01:00、UTC+02:00（夏令时）。

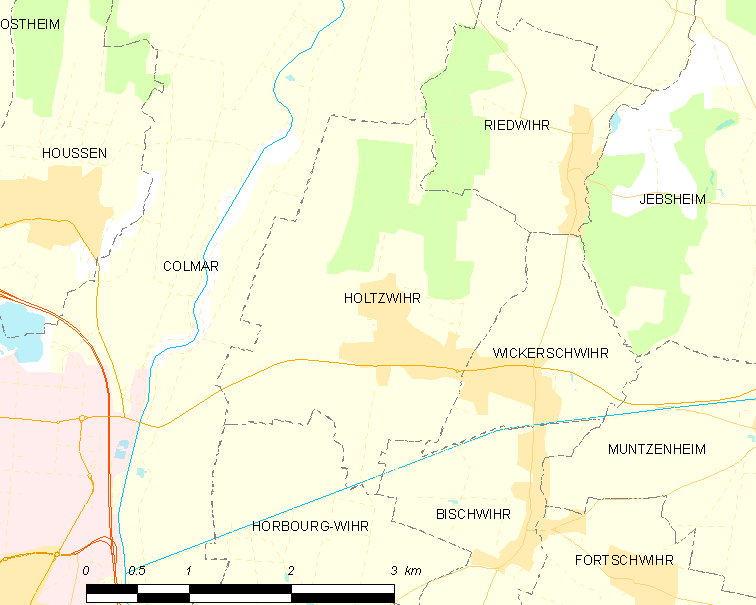
奥尔茨维尔的OSM定位图

## 行政
奥尔茨维尔的邮政编码为68320，INSEE市镇编码为68143。

## 政治
奥尔茨维尔所属的省级选区为科尔马第二县。

## 人口

1962-2008年间奥尔茨维尔人口变化图示

奥尔茨维尔于2018年1月1日时的人口数量为1420人。